# Saison 2023-2024 du Stade lavallois
Maillots
Dernière mise à jour : 28 janvier 2025.
Chronologie
Saison précédente Saison suivante
La saison 2023-2024 du Stade Lavallois est la 119e saison de l'histoire du club et la 32e en Ligue 2.

## Résumé de la saison

### Préparation d'avant-saison
La reprise de l'entraînement a lieu le jeudi 29 juin aux Gandonnières sous les yeux de supporters mayennais.
La série de matchs amicaux débute le 7 juillet 2023 entre Laval et Avranches et aboutissant sur un succès 3-0 pour les Tangos.

### Championnat
Le Stade lavallois reprend la Ligue 2 BKT avec ses deux premières journées face à des relégués de Ligue 1 2022-2023 dont le premier qui est un derby face au SCO d'Angers à domicile que le club remporte 1-0. La deuxième journée face à Troyes est perdue 3-1 par les Lavallois au Stade de l'Aube. Le Stade lavallois enchaîne avec une victoire à domicile et un nul avant d'affronter le leader Caennais à Francis le Basser qui se termine sur une victoire dans le temps additionnel 2-1 pour Laval. Les Tangos enchaînent ensuite 5 autres victoires d'affilée dont une 3-0 face à Bastia à l’extérieur, permettant ainsi au Stade lavallois d'être premier de Ligue 2. La série de 8 matchs sans défaite s'achève face à l'AS Saint-Étienne où Laval perd 1 à 0, les Lavallois enchaînent avec un match nul à Amiens mais Laval reste toujours premier à l'issue de la 12e journée. Les Tangos parviennent à rester premiers jusqu'à la 17e journée après une défaite 2-0 face à l'AC Ajaccio et laissant ainsi sa place de leader face au rival Angers SCO. Laval finit finalement à la 4e place à la mi-saison du championnat. Après une série de 12 matchs sans victoire à domicile, le stade lavallois pointe à la 7e place du championnat, cette série s'arrête à la 35e journée après une victoire 1-0 contre les Girondins de Bordeaux. Après la défaite 2-1 contre l'ESTAC, Laval se voit renoncer à de potentiels barrages d'accession à la Ligue 1. Le dernier match de la saison se termine par une victoire 1-0 à l'extérieur pour les Tangos face à l'En Avant de Guingamp. Laval finit donc à la 7e place du classement.

### Coupe de France
Le Stade lavallois commence au 7e tour de la compétition et affronte l'US Provin au Stadium Lille Métropole et gagne 5-0. Ils passent ainsi au 8e tour de la compétition pour y gagner face à Saint-Philbert GL 2-1 au Stade Marcel Saupin. Laval affronte le FC Dieppe en 32e de finale où les Tangos gagnent 4-0. En 16e, le Stade lavallois affronte le FC Nantes, un club de Ligue 1 à La Beaujoire où Laval crée la surprise en éliminant le FC Nantes devant plus de 1 000 supporters Lavallois ayant fait le déplacement. Pour les 8ede finale, Laval affronte Le Puy Foot et perd 2-1. Laval est donc éliminé sans avoir disputé de match de Coupe de France à domicile cette saison.

## Transferts
Après une saison difficile en Ligue 2 où les Tangos ont obtenu leur maintien à la dernière minute du championnat, les dirigeants lavallois cherchent à renforcer leur effectif pour une saison pour effectuer une saison plus stable.

### Mercato d'été
Très rapidement, le Stade Lavallois recrute Mamadou Samassa éclipsant ainsi Alexis Sauvage qui rompt son contrat en même temps que Geoffray Durbant et Steven Nsimba. Bien que Laval perd Julien Maggiotti, chouchou des supporters, qui part au SC Bastia, le stade parvient à récupérer Malik Tchokounté et Thibaut Vargas de Nîmes. Le défenseur Bryan Goncalves et l'attaquant Simon Élisor prêté par le RFC Seraing partent aussi du club.
| Date               | Joueur              | Transfert               | Provenance/Destination | Division              |
| ------------------ | ------------------- | ----------------------- | ---------------------- | --------------------- |
| Arrivées           |                     |                         |                        |                       |
| 21 juin 2023       | Mamadou Samassa     | Transfert libre (2 ans) | Pahang FA              | Malaysia Super League |
| 21 juin 2023       | Peter Ouaneh        | Transfert libre (3 ans) | LB Châteauroux         | National              |
| 21 juin 2023       | Rémy Labeau-Lascary | Prêt sans OA (1 an)     | RC Lens                | Ligue 1               |
| 30 juin 2023       | Amin Cherni         | Transfert (2 ans)       | FC Chambly             | National              |
| 1er juillet 2023   | Junior Kadile       | Transfert (3 ans)       | Stade rennais          | Ligue 1               |
| 1er juillet 2023   | Sam Sanna           | Transfert (3 ans)       | Toulouse FC            | Ligue 1               |
| 1er juillet 2023   | Noa Mupemba         | Premier contrat (3 ans) | Stade lavallois        | National 3            |
| 4 juillet 2023     | Malik Tchokounté    | Transfert (2 ans)       | Nîmes Olympique        | Ligue 2               |
| 18 juillet 2023    | Thibaut Vargas      | Transfert (2 ans)       | Nîmes Olympique        | Ligue 2               |
| 16 août 2023       | Titouan Thomas      | Transfert (2 ans)       | Estoril                | Liga Portugal         |
| 1er septembre 2023 | Jordan Tell         | Libre (2 ans)           |                        |                       |
| 6 septembre 2023   | Irvyn Lomami        | Prêt sans OA (1 an)     | Olympique lyonnais     | Ligue 1               |
| Départs            |                     |                         |                        |                       |
| 1er juillet 2023   | Bryan Goncalves     | Fin de contrat,         | SK Beveren             | Challenger Pro League |
| 1er juillet 2023   | Geoffray Durbant    | Fin de contrat,         | LB Châteauroux         | National              |
| 1er juillet 2023   | Kader N'Chobi       | Fin de contrat,         | Dijon FCO              | National              |
| 1er juillet 2023   | Pierrick Cros       | Fin de contrat,         |                        |                       |
| 1er juillet 2023   | Rémy Duterte        | Fin de contrat,         | LB Châteauroux         | National              |
| 1er juillet 2023   | Simon Elisor        | Fin de prêt,            | RFC Seraing            | Challenger Pro League |
| 1er juillet 2023   | Julien Maggiotti    | Fin de prêt,            | SC Charleroi           | Jupiler Pro League    |
| 1er juillet 2023   | Sam Sanna           | Fin de prêt,            | Toulouse FC            | Ligue 1               |
| 2 juillet 2023     | Steven Nsimba       | Transfert               | US Avranches           | National              |
| 27 juillet 2023    | Dembo Sylla         | Transfert (5 ans)       | FC Lorient             | Ligue 1               |
| 20 juillet 2023    | Alexis Sauvage      | Transfert (2 ans)       | Amiens SC              | Ligue 2               |
| 29 août 2023       | Zakaria Naidji      | Transfert (3 ans)       | Mouloudia CA           | Ligue 1 Pro           |

### Mercato d'hiver
Lors de ce mercato le Stade lavallois se sépare de Kevin Tapoko car ce dernier manque de temps de jeu et recrute en prêt Pablo Pagis du FC Lorient.
| Date           | Joueur       | Transfert              | Provenance/Destination | Division |
| -------------- | ------------ | ---------------------- | ---------------------- | -------- |
| Arrivées       |              |                        |                        |          |
| 8 janvier 2024 | Pablo Pagis  | Prêt (6 mois)          | FC Lorient             | Ligue 1  |
| Départs        |              |                        |                        |          |
| 3 janvier 2024 | Kevin Tapoko | Résiliation de contrat | -                      | -        |

## Effectif professionnel
Le tableau suivant présente l'effectif professionnel du Stade lavallois pour la saison 2023-2024.

## Matchs de la saison

### Matchs amicaux
Cinq matchs amicaux ont lieu lors de la préparation puis un match face au FC Nantes lors de la trêve internationale d'Octobre.
| Date            | Adversaire   | Division | Lieu          | Score | Buteurs du club                                          |
| --------------- | ------------ | -------- | ------------- | ----- | -------------------------------------------------------- |
| 7 juillet 2023  | US Avranches | National | Parigné       | 3-0   | Martins (45+1’), Da Silva (73'), Labeau-Lascary (90+1’), |
| 15 juillet 2022 | FC Nantes    | Ligue 1  | Saint-Nazaire | 3-0   | Tchokounté (10' et 29' (sp)), Mupemba (75')              |
| 21 juillet 2022 | SO Cholet    | National | Évron         | 0-0   |                                                          |
| 26 juillet 2022 | SM Caen      | Ligue 2  | Flers         | 3-1   | Labeau-Lascary (49')                                     |
| 29 juillet 2022 | Red Star     | National | Laval         | 1-1   | Labeau-Lascary (10')                                     |
| 13 octobre 2023 | FC Nantes    | Ligue 1  | Nantes        | 0-1   | Tapoko                                                   |

### Ligue 2
| Date                       | Journée | TV                               | Adversaire            | Lieu | Score | Buteurs du club                                       | Class. | Affluence |
| -------------------------- | ------- | -------------------------------- | --------------------- | ---- | ----- | ----------------------------------------------------- | ------ | --------- |
| Samedi 5 août 2023         | J01     | Prime Video (multiplex)          | Angers SCO            | Dom. | 1-0   | Sanna (66')                                           | 7e     | 8912      |
| Samedi 12 août 2023        | J02     | Prime Video (multiplex)          | ES Troyes AC          | Ext. | 1-3   | Tchokounté (90+5')                                    | 12e    | 4697      |
| Samedi 19 août 2023        | J03     | Prime Video (multiplex)          | Rodez AF              | Dom. | 1-0   | Baldé (81')                                           | 5e     | 6901      |
| Samedi 26 août 2023        | J04     | Prime Video (multiplex)          | US Quevilly Rouen     | Ext. | 0-0   | -                                                     | 6e     | 2536      |
| Samedi 2 septembre 2023    | J05     | Prime Video (multiplex) L'Équipe | SM Caen               | Dom. | 2-1   | Vargas (90+2), Tchokounté (90+4)                      | 3e     | 8889      |
| Mardi 16 septembre 2023    | J06     | Prime Video (multiplex)          | SC Bastia             | Ext. | 0-3   | Roye (27'), Dramé (52' csc), Baudry (55')             | 1er    | 12363     |
| Vendredi 23 septembre 2023 | J07     | Prime Video (multiplex)          | EA Guingamp           | Dom. | 2-1   | Diaw (62'), Tchokounté (89')                          | 1er    | 8800      |
| Samedi 26 septembre 2023   | J08     | Prime Video (multiplex)          | Paris FC              | Ext. | 0-1   | Diaw (56')                                            | 1er    | 764       |
| Samedi 30 septembre 2023   | J09     | Prime Video (multiplex)          | Valenciennes FC       | Dom. | 1-0   | Tchokounté (79')                                      | 1er    | 8300      |
| Samedi 7 octobre 2023      | J10     | BeIn Sports (Ouverture)          | Girondins de Bordeaux | Ext. | 0-1   | Tchokounté (33')                                      | 1er    | 15691     |
| Lundi 23 octobre 2023      | J11     | BeIn Sports 1                    | AS Saint-Étienne      | Dom. | 1-0   | -                                                     | 1er    | 9200      |
| Samedi 28 octobre 2023     | J12     | Prime Video (multiplex)          | Amiens SC             | Ext. | 0-0   | -                                                     | 1er    | 7601      |
| Samedi 4 novembre 2023     | J13     | Prime Video (multiplex)          | FC Annecy             | Ext. | 1-3   | Bobichon (8'), Roye (56'), Mouanga (77'csc)           | 1er    | 5353      |
| Samedi 11 novembre 2023    | J14     | Prime Video (multiplex) L'Équipe | US Concarneau         | Dom. | 0-3   | -                                                     | 1er    | 8275      |
| Samedi 25 novembre 2023    | J15     | Prime Video (multiplex)          | USL Dunkerque         | Ext. | 0-2   | Kadile (15'), Cherni (33')                            | 1er    | 2972      |
| Samedi 2 décembre 2023     | J16     | Prime Video (multiplex)          | Grenoble Foot 38      | Dom. | 1-1   | Gonçalves (80')                                       | 1er    | 7354      |
| Mardi 5 décembre 2023      | J17     | Prime Video (multiplex)          | AC Ajaccio            | Ext. | 0-2   | -                                                     | 2e     | 3645      |
| Samedi 16 décembre 2023    | J18     | Prime Video (multiplex)          | Pau FC                | Dom. | 1-1   | Cherni (51')                                          | 3e     | 6550      |
| Mardi 19 décembre 2023     | J19     | BeIn Sports                      | AJ Auxerre            | Dom. | 1-3   | Cherni (28')                                          | 4e     | 8793      |
| Samedi 13 janvier 2024     | J20     | BeIn Sports                      | AS Saint-Étienne      | Ext. | 0-0   | -                                                     | 4e     | 18106     |
| Mardi 23 janvier 2024      | J21     | Prime Video (multiplex)          | Paris FC              | Dom. | 1-1   | Pagis (6')                                            | 4e     | 6260      |
| Samedi 27 janvier 2024     | J22     | Prime Video (multiplex)          | Rodez AF              | Ext. | 1-2   | Bobichon (59'), Diaw (90+6)                           | 3e     | 2677      |
| Samedi 3 février 2024      | J23     | Prime Video (multiplex)          | US Quevilly Rouen     | Dom. | 2-4   | Tchokounté (66'), Bobichon (66')                      | 4e     | 6794      |
| Samedi 10 février 2024     | J24     | Prime Video (multiplex)          | Valenciennes FC       | Ext. | 1-1   | Labeau-Lascary (70')                                  | 4e     | 5946      |
| Samedi 17 février 2024     | J25     | Prime Video (multiplex)          | AC Ajaccio            | Dom. | 1-1   | Tchokounté (32')                                      | 3e     | 6783      |
| Samedi 24 février 2024     | J26     | Prime Video (multiplex)          | US Concarneau         | Ext. | 1-3   | Tchokounté (2'), Labeau-Lascary (56'), Bobichon (82') | 3e     | 1403      |
| Samedi 2 mars 2024         | J27     | Prime Video (multiplex)          | Amiens SC             | Dom. | 1-1   | Kadile (38')                                          | 3e     | 7796      |
| Lundi 11 mars 2024         | J28     | BeIn Sports                      | Grenoble Foot 38      | Ext. | 0-2   | Pagis (31'), Labeau-Lascary (73')                     | 3e     | 5168      |
| Samedi 16 mars 2024        | J29     | Prime Video (multiplex)          | USL Dunkerque         | Dom. | 1-2   | Thomas (87')                                          | 4e     | 7868      |
| Samedi 30 mars 2024        | J30     | Prime Video (multiplex)          | SC Bastia             | Dom. | 1-2   | Labeau-Lascary (57')                                  | 4e     | 8276      |
| Samedi 6 avril 2024        | J31     | Prime Video (multiplex)          | Angers SCO            | Ext. | 1-1   | Pagis (4')                                            | 4e     | 16785     |
| Samedi 13 avril 2024       | J32     | Prime Video (multiplex)          | FC Annecy             | Dom. | 0-3   | -                                                     | 5e     | 8313      |
| Samedi 20 avril 2023       | J33     | Prime Video (multiplex)          | Pau FC                | Ext. | 3-0   | -                                                     | 7e     | 3516      |
| Mardi 23 avril 2024        | J34     | Prime Video (multiplex)          | AJ Auxerre            | Ext. | 4-0   | -                                                     | 8e     | 16698     |
| Samedi 27 avril 2024       | J35     | Prime Video (multiplex) L'Équipe | Girondins de Bordeaux | Dom. | 1-0   | Pagis (61')                                           | 6e     | 7302      |
| Vendredi 3 mai 2024        | J36     | Prime Video (multiplex)          | SM Caen               | Ext. | 1-0   | -                                                     | 7e     | 18348     |
| Vendredi 10 mai 2024       | J37     | Prime Video (multiplex)          | ES Troyes AC          | Dom. | 1-2   | Cherni (34')                                          | 7e     | 8005      |
| Vendredi 17 mai 2024       | J38     | Prime Video (multiplex)          | EA Guigamp            | Ext. | 0-1   | Cherni (45+3')                                        | 7e     | 10607     |

### Coupe de France
| Date                    | Tour          | TV                   | Adversaire                  | Niveau  | Lieu                 | Score | Buteurs du club                                                 | Affluence |
| ----------------------- | ------------- | -------------------- | --------------------------- | ------- | -------------------- | ----- | --------------------------------------------------------------- | --------- |
| Samedi 18 novembre 2023 | 7e tour       | FFF TV               | US Provin                   | R1      | Lille                | 0-5   | Tell (9') Baldé (21') Vargas (37') Kadile (42') Mupemba (90+1') | ~2000     |
| Samedi 9 décembre 2023  | 8e tour       | FFF TV               | Saint-Philbert GL           | N3      | Nantes               | 1-2   | Bobichon (52') Tchokounté (86')                                 | ~2000     |
| Dimanche 7 janvier 2024 | 32e de finale | BeIn Sports (France) | FC Dieppe                   | N3      | Saint-Aubin-sur-Scie | 0-4   | Bobichon (8') Kadile (49') Sanna (63') Tchokounté (71')         | 4227      |
| Samedi 20 janvier 2024  | 16e de finale | BeIn Sports (France) | FC Nantes                   | Ligue 1 | Nantes               | 0-1   | Tchokounté (60')                                                | 31 962    |
| Mercredi 7 février 2024 | 8e de finale  | BeIn Sports (France) | Le Puy Football 43 Auvergne | N2      | Le Puy en Velay      | 2-1   | Tchokounté (85')                                                | 4045      |

## Statistiques

### Statistiques collectives
Le Stade lavallois affiche la moyenne d'âge la plus élevée de la division : 30 ans et 19 jours.

## Récompenses

### Trophées du championnat de Ligue 2

#### Trophée UNFP du joueur du mois
- Malik Tchokounté est nommé au Trophée UNFP de joueur du mois de septembre 2023.

#### Trophée du football UNFP de la saison
- Mamadou Samassa est nommé pour le prix de meilleur gardien de but de la saison de Ligue 2 2023-2024[39].
- Olivier Frapolli est nommé pour le prix de meilleur entraineur de la saison de Ligue 2 2023-2024[40].

#### Trophée de pépite du mois
- Junior Kadile remporte le trophée de pépite du mois de septembre[41].

### Tango du mois
À la fin de chaque mois les supporters sont invités à voter sur le site officiel du club pour élire le meilleur joueur de leur équipe. Les votes multiples étant possibles, les résultats sont sujets à caution.
- Août : Mamadou Samassa[42]
- Janvier : Sam Sanna[43]
- Mars : Rémy Labeau-Lascary[44]